# Nguyễn Thanh Bình (Bắc Ninh)
Nguyễn Thanh Bình (4 tháng 5 năm 1918 - 19 tháng 3 năm 2008) là một chính trị gia Việt Nam. Ông từng là Ủy viên Bộ Chính trị, Thường trực Ban Bí thư,  Bí thư Thành ủy Hà Nội, Chủ nhiệm Ủy ban Thanh tra Chính phủ, Chủ nhiệm Ủy ban Vật giá Nhà nước, Bộ trưởng Bộ Thủy lợi, Bộ trưởng Bộ Nội thương Việt Nam.

## Tiểu sử
Ông tên thật là Nguyễn Văn Huyên, sinh ngày 4 tháng 5 năm 1918, quê ở xã Nhân Thắng, huyện Gia Bình, tỉnh Bắc Ninh.
Ngay từ năm 1938, ông tham gia phong trào dân chủ Đông Dương, chống chính quyền thực dân Pháp, từ đó chịu ảnh hưởng của những người Cộng sản. Khi Chính phủ Mặt trận Bình dân ở Pháp đổ, chính quyền thực dân đàn áp phong trào dân chủ và những người Cộng sản. Ông được bí mật kết nạp vào Đảng Cộng sản Đông Dương tháng 5 năm 1939.
Khi hoạt động bí mật, ông lấy các bí danh Giáo Bình để hoạt động. Tháng 5 năm 1940, ông được phân công làm Thành ủy viên Thành ủy Hải Phòng. Đến tháng 9 năm đó, ông bị lộ, bị chính quyền thực dân bắt và giam giữ tại các nhà tù Sơn La, Hòa Bình, Hỏa Lò.
Ngày 9 tháng 3 năm 1945, quân Nhật đảo chính Pháp trên toàn cõi Đông Dương. Ông vượt ngục ở nhà tù Hỏa Lò về hoạt động ở vùng Bắc Giang, Thái Nguyên, được tổ chức giao cho công tác phụ trách đội du kích, phụ trách lớp huấn luyện cán bộ cấp huyện của hai tỉnh Bắc Ninh, Bắc Giang, và được điều về tham gia Tỉnh ủy Bắc Giang, tham gia Ban Thường vụ Tỉnh ủy Bắc Giang, trực tiếp phụ trách phong trào Việt Minh ở các huyện Lục Nam, Lục Ngạn, Sơn Động, Hữu Lũng, Lạng Giang, tham lãnh đạo khởi nghĩa cướp chính quyền ở Bắc Giang.
Cách mạng tháng 8 thành công, ông được phân công giữ chức Chủ tịch Ủy ban nhân dân Cách mạng lâm thời tỉnh Bắc Giang (sau đó đổi tên thành Ủy ban Hành chính tỉnh Bắc Giang).
Tháng 10 năm 1946, ông được cử làm đại diện Ủy ban Hành chính khu Bắc Bộ tại Khu XII, kiêm Ủy viên hành chính trong Ủy ban Kháng chiến hành chính Khu XII.
Khi thực dân Pháp nổ súng tái chiếm Đông Dương, tháng 6 năm 1947, ông được cử giữ chức Khu ủy viên Khu XII.
Năm 1947, ông cùng ông Trần Đăng Ninh được Bác Hồ giao phụ trách đi thuyết phục Vua Mèo Vương Chí Sinh để Đồng Văn không rơi vào tay Pháp. Hai ông thuyết phục thành công, Vua Mèo đã nghe theo lời Bác.

## Hoạt động trong quân đội
Từ năm 1949 đến năm 1950, ông được Trung ương điều về giữ chức Ủy viên Ban Thanh tra Trung ương, sau đó chuyển sang quân đội giữ chức Cục trưởng Cục Quân nhu (từ tháng 3 năm 1950) thay Đại tá Phan Tử Lăng (sắc lệnh số 56-SL ngày 18 tháng 6 năm 1949 cử Đại tá Phan Tử Lăng kiêm chức Cục trưởng Cục Quân nhu) (tháng 7 năm 1950 ông được bổ nhiệm làm Cục trưởng Cục Quân lương Tài chính thuộc Tổng cục Cung cấp, Phó Cục trưởng là Nguyễn Tấn).
Năm 1951, ông kiêm chức Bí thư Đảng bộ Tổng cục Cung cấp; năm 1952 là Ủy viên Đảng ủy Tổng cục Cung cấp.
Trong chiến dịch Điện Biên Phủ (1953 - 1954), ông được giao phụ trách hậu cần hỏa tuyến.
Sau Hiệp định Geneve, chính quyền Việt Minh tiếp quản miền Bắc. Ông được cử giữ chức Cục trưởng Cục Chính trị Tổng cục Hậu cần, sau đó được thăng làm Phó Chủ nhiệm Tổng cục Hậu cần năm 1955.
Năm 1959, ông được cử kiêm chức Phó Bí thư Đảng ủy Tổng cục Hậu cần, phong quân hàm Thiếu tướng.
Tại Đại hội Đảng Cộng sản Việt Nam III (tháng 9 năm 1960), ông được bầu làm Ủy viên dự khuyết Ban Chấp hành Trung ương Đảng và giữ chức Chủ nhiệm Tổng cục Hậu cần.

## Công tác Chính phủ và Ban chấp hành Trung ương Đảng
Tháng 1 năm 1961, ông được điều động làm Phó Ban Tài chính - Thương nghiệp Trung ương, Quyền Bộ trưởng Bộ Nội thương.
Tháng 12 năm 1962, ông được Quốc hội phê chuẩn chính thức quyết định bổ nhiệm ông giữ chức Bộ trưởng Bộ Nội thương. Ông giữ chức vụ trên đến năm 1966.
Từ tháng 4 năm 1966 đến tháng 3 năm 1973, ông lần lượt giữ các chức vụ: Trưởng ban Tài chính-Thương nghiệp Trung ương, Chủ nhiệm Văn phòng Tài chính- Thương nghiệp Phủ Thủ tướng (đến 1969) kiêm Chủ nhiệm Ủy ban Vật giá Nhà nước, Chủ nhiệm Ủy ban Thanh tra của Chính phủ (1969 - tháng 3 năm 1974) 
Tháng 6 năm 1973, ông được bổ nhiệm làm Bộ trưởng Bộ Thủy lợi thay ông Hà Kế Tấn kiêm Trưởng ban Chỉ huy chống lụt bão Trung ương, kiêm Phó Chủ nhiệm thường trực Ủy ban Trị thủy và khai thác sông Hồng. Ông giữ chức vụ Bộ trưởng Bộ Thủy lợi đến năm 1981 thì ông Nguyễn Cảnh Dinh thay thế.,,
Giai đoạn 1972 - 1974, ông phụ trách việc đưa vũ khí và lương thực cho chiến trường miền nam, đoạn từ biên giới Viêt Trung đến Quảng Bình từ đây bàn giao cho đoàn 559.
Tháng 12 năm 1976, tại Đại hội Đảng Cộng sản Việt Nam IV, ông được bầu làm Ủy viên Ban Chấp hành Trung ương Đảng Cộng sản Việt Nam.
Cuối năm 1980, ông được phân công giữ chức Trưởng ban phân phối lưu thông của Trung ương Đảng.
Tháng 3 năm 1982, tại Đại hội Đảng toàn quốc lần thứ V, ông tái đắc cử Ủy viên Trung ương Đảng, được bầu vào Ban Bí thư Trung ương Đảng phụ trách lĩnh vực nông nghiệp.
Tháng 10 năm 1986, ông được điều động giữ chức Bí thư Thành ủy Hà Nội.
Tháng 12 năm đó, tại Đại hội Đảng toàn quốc lần thứ VI, ông tái đắc cử Ban Chấp hành Trung ương Đảng và được bầu vào Bộ Chính trị.
Tháng 10 năm 1988, ông được bầu bổ sung vào Ban Bí thư và giữ chức Thường trực Ban Bí thư Trung ương Đảng. Chức vụ Bí thư Thành ủy Hà Nội do ông Phạm Thế Duyệt kế nhiệm.
Tháng 6 năm 1991, ông tự rút không ứng cử vào Ban chấp hành Trung ương khóa 7 vì tuổi cao và nghỉ hưu.
Ông là Đại biểu Quốc hội Việt Nam các khóa III, IV, V, VI, VII và VIII.
Ông qua đời ngày 19 tháng 3 năm 2008 tại Hà Nội.

## Khen thưởng và Vinh danh
Ông đã được Nhà nước Việt Nam tặng thưởng:
•  Tháng 1 năm 2007, ông đã đã được trao tặng Huân chương Sao Vàng, huân chương cao quý nhất của Nhà nước Cộng hòa Xã hội Chủ nghĩa Việt Nam
•  Huân chương Hồ Chí Minh (1993)
•  Huy chương Quân kỳ quyết thắng (1984)
•  Huân chương Chiến thắng hạng Nhất (1976)
•  Huân chương Kháng chiến hạng Nhất (1960)
•  Huân chương vinh dự quân nhận hạng Ba (1960)
• Huân chương Chiến công hạng Nhất (1958)
• Huân chương Chiến công hạng Nhất (1954)
•   Huy hiệu 60 năm tuổi Đảng (2000)
Cùng rất nhiều huân chương cao quý của nhà nước Việt Nam và nhiều huân chương hữu nghị của các nước.
Hiện nay tên của ông được đặt tên cho một tuyến đường ở Hà Nội, nối từ ngã tư Vạn Phúc - Tố Hữu đi qua các khu đô thị Văn Khê, An Hưng đến đường Lê Trọng Tấn và một tuyến đường tại Bắc Ninh.

## Gia đình
Ông kết hôn với Bà Nguyễn Thị Yến, sinh 1924, người gốc Hà Nội, nữ sinh trường Nữ học Thành Chung (Bắc Ninh). Bà Nguyễn Thị Yến từng tham gia cách mạng tại chiến khu Việt Bắc, là bộ đội tổng đài tại Cục Quân nhu. Hòa bình lặp lại, bà được kết nạp vào Đảng năm 1958, chuyển ngành về làm trong ngành giáo dục, là giáo viên Trường Trung học phổ thông Chu Văn An, Hà Nội, sau bà về công tác tại Sở giáo dục Hà Nội. Các con ông bà là Nguyễn Kim Oanh (Đảng viên, kiến trúc sư), Nguyễn Anh Tuấn (Đảng viên, tiến sĩ khoa học), Nguyễn Kim Nhu (Đảng viên, kĩ sư vô tuyến điện), Nguyễn Anh Minh (Đảng viên, kĩ sư cơ khí), Nguyễn Kim Hậu (kiến trúc sư).